# Musée du vieux Saint-Étienne
Le Musée du vieux Saint-Étienne est un ancien musée français situé sur la commune de Saint-Étienne dans le département de la Loire.
Ce petit musée (labellisé musée de France) est géré par Les Amis du Vieux Saint-Étienne de 1932 à 2010, puis par l'Association Histoire et Patrimoine de Saint-Étienne jusqu'à sa fermeture en 2018. Il retraçait l'histoire de la ville de Saint-Étienne.
Ses collections sont par la suite transférées au Musée d'Art et d'Industrie.

## Histoire
L'association des Amis du Vieux Saint-Étienne est fondée en 1930 par des notables de la ville, dans le but de conserver et mettre valeur le patrimoine stéphanois. C'est elle qui s'occupe de la gestion du musée lors de l'ouverture en 1932, date à laquelle elle peut compter sur 400 adhérents.
Le musée est installé dans l'Hôtel de Villeneuve, un hôtel particulier du XVIIe siècle classé monument historique. Le bâtiment est réputé pour abriter de très beaux plafonds à caissons "à la fougère", une particularité architecturale locale.
En 2010, la gestion du musée est désormais assurée par l'association Histoire et Patrimoine de Saint-Étienne.
Par manque de moyens et de visibilité, l'association Histoire et Patrimoine de Saint-Étienne vote, le 10 février 2018, la fermeture du musée à compter du 29 avril 2018 et le transfert de la collection labellisée vers le musée d'art et d'industrie de Saint-Étienne, selon une convention avec la ville de Saint-Étienne,,,.
Le transfert de la collection au musée d'art et d'industrie de Saint-Étienne et la perte du l’appellation musée de France sont confirmés par arrêté ministériel du 20 décembre 2018 (JO n.19 du 23 janvier 2019).

## Fréquentation
| 2006 | 2007  | 2008  | 2009  | 2010  | 2011  | 2012  | 2013 | 2014  |
| ---- | ----- | ----- | ----- | ----- | ----- | ----- | ---- | ----- |
| 710  | 1 068 | 1 248 | 1 139 | 1 368 | 1 852 | 1 560 | ?    | 3 446 |